# Sojoez 8
Sojoez 8 (Russisch: Союз-8, "Unie 8") was een Russische bemande ruimtevlucht aan het eind van de jaren 60. Het vloog een gecombineerde missie met Sojoez 6 en 7.

## Missiedoel
Het precieze doel van deze gecombineerde vluchten is nooit helemaal duidelijk geworden. Zoals zo vaak in die jaren, schermde het IJzeren Gordijn zijn zaakjes vakkundig af. De CIA ving echter radioberichten op die er op duidden dat, hoewel de Russen dit ten stelligste ontkenden, het de bedoeling was een koppeling uit te voeren.
De Russen wilden waarschijnlijk met iets spectaculairs voor de dag komen, om de aandacht van de wereldpers te trekken. De NASA had enige maanden daarvoor de Apollo 11 gelanceerd en zodoende de maanrace gewonnen. De Sovjet-Unie stond met lege handen behoorlijk in haar hemd.

## Verloop van de vlucht

### Lancering
De Sojoez 8 verliet met brullende motoren als laatste zijn platform en vloog het heelal tegemoet op 13 oktober 1969, een dag later dan Sojoez 7, die op zijn beurt een dag na Sojoez 6 vertrok. Deze Sojoez beschikte over een ervaren bemanning: commandant Vladimir Sjatalov (Sojoez 4) kende het klappen van de zweep. Ingenieur Aleksej Jelisejev (Sojoez 5) stond hem op deze vlucht terzijde. Deze Sojoez had een massa van 6646 kg. Bij een inclinatie van 51,65°, een hoogste punt van 227 km en een laagste punt van 201 km, trok hij iedere 88,72 minuten een baantje rond de Aarde.

### Wetenschappelijke proeven
De bemanning hield zich bezig met het testen van van verbeterde boordsystemen en biomedisch en technisch onderzoek. Daarnaast maakten ze opnames van de Aarde (geologische formaties en weerpatronen) en bestudeerden de ruimte in de onmiddellijke omgeving daarvan. Maar dat was niet het hoofddoel van deze missie.

### Koppelpoging
De Russen gaven tot op de dag van vandaag nooit officieel toe dat het werkelijke doel van deze vlucht het uitvoeren van een koppeling met zusterschip Sojoez 7 was. Maar uit destijds door de CIA opgevangen radioberichten blijkt het tegendeel. Uitgangspunt hierbij was dat laatstgenoemde passief bleef en als doelwit diende voor Sjatalov en Jelisejev. Overigens waren zij bepaald geen eerste keus voor deze vlucht, maar de beoogde bemanning, Andrian Nikolajev en Vitali Sevastjanov, stapelde bij de training tijdens hun koppelsimulaties fout op fout. De vluchtleiding verving hen daarom noodgedwongen door de gelouterde Sjatalov en Jelisejev. Omdat het Politburo traag met toestemming afkwam, stelde men de voor 5, 6 en 7 oktober geplande lanceringen enige dagen uit (het aftanken van een draagraket is en blijft een gevaarlijke klus, waarvoor men liever de tijd neemt).
Volgens het oorspronkelijke vluchtplan moest Sojoez 8 ongeveer een dag na de lancering aankoppelen bij haar zusterschip Sojoez 7. Ondertussen moest Sojoez 6 de koppeling filmen. Vanaf de grond gaf de vluchtleiding instructies voor baancorrecties, waarop op 14 oktober Sojoez 8 haar doel tot op een kilometer naderde. Toen gooide een technische storing roet in het eten. Het Igla-naderingssysteem hield zijn doelwit niet vast en de vluchtleiders beraadslaagden wat te doen. Zij gaven toestemming tot een nadering op handbediening, mits de afstand tussen beide ruimtevaartuigen hooguit 1500 meter bedroeg. Met de discussie op de grond ging echter te veel tijd verloren. Tegen de tijd dat de kosmonauten het groene licht kregen, waren beide schepen steeds verder van elkaar af gegleden en de afstand was nu het dubbele: 3 km. Dit was ver boven de toegestane marge en Sojoez 8 brak de manoeuvre af.
Een nieuwe poging stond op de rol voor 15 oktober, maar de kosmonauten verloren uren met bijsturen en kwamen tot een afstand van 1700 m. Het lukte hen niet op handbesturing, slechts gebruik makend van aanvlieg- en standregelraketjes en zonder hoofdmotor, veilig in de buurt te komen van Sojoez 7. De vaartuigen vlogen elkaar voorbij op 500 m, bovendien bleek de relatieve snelheid tussen beide capsules gevaarlijk hoog. Korte tijd later vloog Sojoez 6 op de Sojoez 7 aan en naderde tot op 800 meter. In tegenstelling tot Sojoez 8 beschikten hun collega's niet over het Igla-systeem.
Gedurende de 49e en 51e omloop volgden opnieuw meerdere manoeuvres, maar hiervan blijft het doel onduidelijk. Het is niet zeker of dit pogingen tot koppeling of rendez-vous waren. In totaal voerden de capsules 31 verschillende manoeuvres uit.

### Landing
Sjatalov en Jelisejev gingen op huis aan op 18 oktober en landden zonder problemen, na een vlucht van 4 dagen, 22 uur en 41 minuten. De landingsplaats bevond zich op 145 km ten noorden van Karaganda. Ze draaiden 75 maal om de Aarde. De Sojoez 6, 7 en 8 werden niet alleen een dag na elkaar gelanceerd, maar landden ook 24 uur na elkaar. De onderlinge verschillen in vluchtduur bedroegen slechts enige minuten.
1 ·
2 ·
3 ·
4 ·
5 ·
6 ·
7 ·
8 ·
9 ·
10 ·
11 ·
12 ·
13 ·
14 ·
15 ·
16 ·
17 ·
18A ·
18 ·
19 ·
20 ·
21 ·
22 ·
23 ·
24 ·
25 ·
26 ·
27 ·
28 ·
29 ·
30 ·
31 ·
32 ·
33 ·
34 · 
35 ·
36 ·
37 ·
38 ·
39 ·
40

T-1 ·  
T-2 ·
T-3 ·
T-4 ·
T-5 · 
T-6 ·
T-7 · 
T-8 ·
T-9 · 
T-10-1 ·
T-10 · 
T-11 ·
T-12 · 
T-13 ·
T-14 · 
T-15